# گژمکی
گژمکی (به لهستانی:  Grzymki) یک روستا در لهستان است که در گمینا پژتووه واقع شده‌است.